# Adûnaïsch
Adûnaisch is een fictieve taal uit Midden-aarde, de verzonnen wereld van J.R.R. Tolkien. Het wordt ook Númenóreaans genoemd, omdat het de taal van de bewoners van het eiland Númenor was.

## Geschiedenis
Toen de mensen ontwaakten, begonnen ze een taal te ontwikkelen, net zoals de Elfen zoveel eeuwen daarvoor hadden gedaan. Maar voor zover bekend, was men niet zo creatief als de eerstgeborenen. "Het maken van woorden ontwaakte in ons, en we begonnen hen te maken... Het leren ervan was moeilijk, het verstaan eveneens, en het maken van woorden verliep langzaam." (naar Morgoth's Ring) Het is bekend dat mensen contact hadden met Dwergen, en men leerde veel van hen. Daarom is het niet bekend welke delen menselijk zijn en niet geleend van de Dwergen en van de Donkere Elfen (waarmee ze ook contact hadden).
In Beleriand leerde men het Sindarijns.